# Mexquitic de Carmona
Mexquitic de Carmona (del náhuatl: Miskiihtik ‘Dentro del mezquite’) es una localidad del estado mexicano de San Luis Potosí, cabecera del municipio homónimo.

## Toponimia
El nombre Mexquitic deriva de la expresión nahua que se traduce como «lugar de mezquites». Cecilio Robelo, en su obra Toponimia Tarasco-Hispano-Nahoa propone la grafía alternativa náhuatl Mizqnic o Mizquitlan.

## Geografía
Se encuentra en la ubicación 22°16′1″N 101°7′1″O / 22.26694, -101.11694, a una altura aproximada de 2000 m s. n. m., y una distancia de 22 km de la capital del estado. La zona urbana ocupa una superficie de 2.145 km².

## Demografía
Según los datos registrados en el censo de 2020, la población de Mexquitic de Carmona es de 1567 habitantes, lo que representa un crecimiento promedio de 0.95% anual en el período 2010-2020 sobre la base de los 1428 habitantes registrados en el censo anterior. Al año 2020 la densidad poblacional era de 730,5 hab/km².
| Gráfica de evolución demográfica de Mexquitic de Carmona entre 2000 y 2020 |
|                                                                            |
| Fuente: Instituto Nacional de Estadística Geografía e Informática          |

La población de Mexquitic de Carmona está mayoritariamente alfabetizada, (1.66% de personas mayores de 15 años analfabetas, según relevamiento del año 2020), con un grado de escolaridad en torno a los 11 años. Solo el 2.04% de la población se reconoce como indígena. 

En el año 2010 estaba clasificada como una localidad de grado medio de vulnerabilidad social.

## Economía
La principal actividad económica de la población de Mexquitic de Carmona es el comercio.